# 미국-캐나다 국경

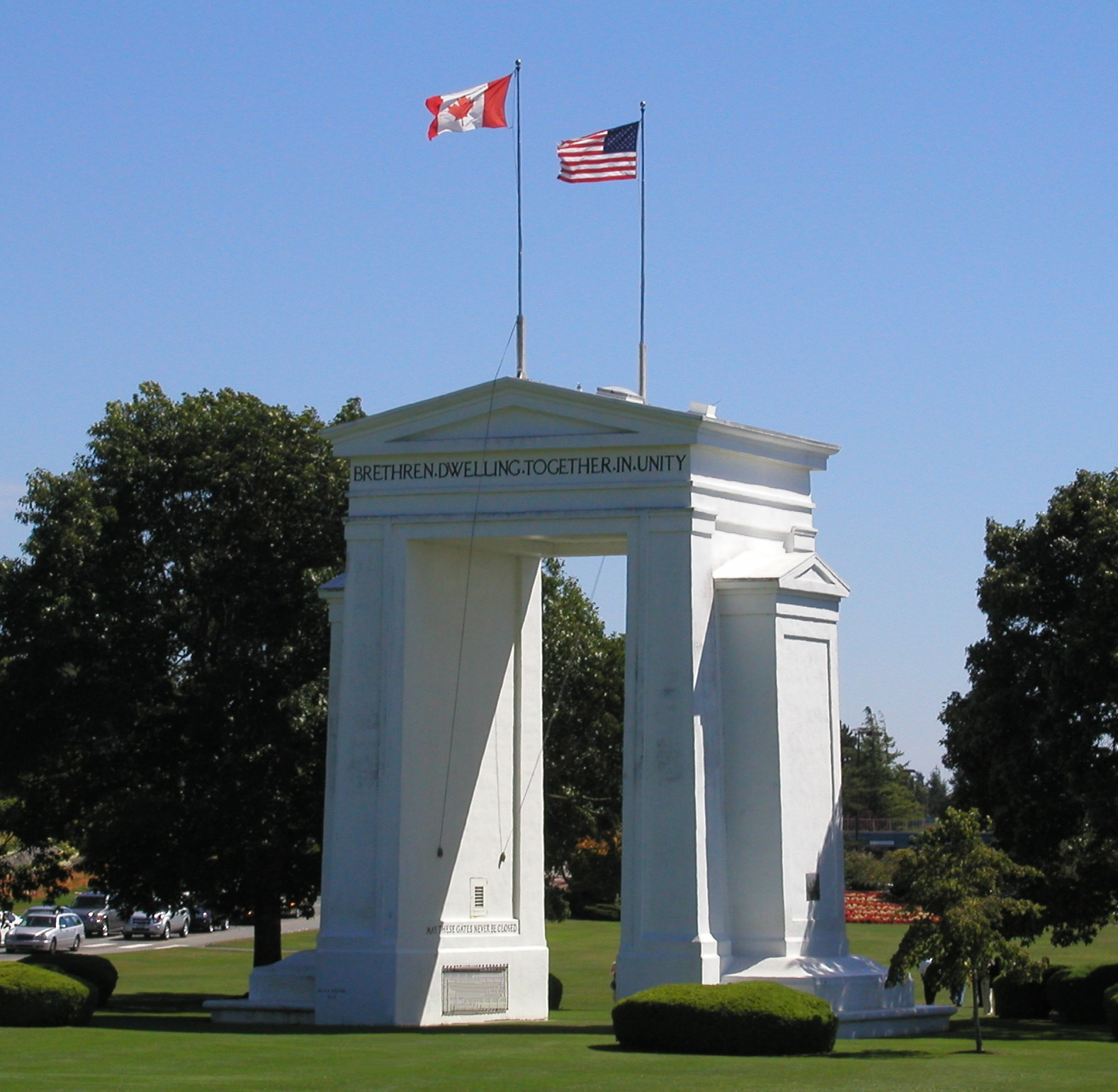
블레인-서리 사이의 미국-캐나다 국경에 위치한 피스 아치(:en:Peace Arch)

미국과 캐나다의 국경은 8개의 캐나다의 주 및 준주, 11개의 미국의 주에 접하고 있다. 경계의 길이는 미국 본토 부근에는 8,891 km, 알래스카 부근에는 2,475 km로 총합 세계에서 제일 긴 국경이다.
브리티시컬럼비아주-워싱턴주에서부터 온타리오주 서부-미네소타주 지역까지는 북위 49도선으로 국경이 나뉘어 있다.

## 비방위 경계

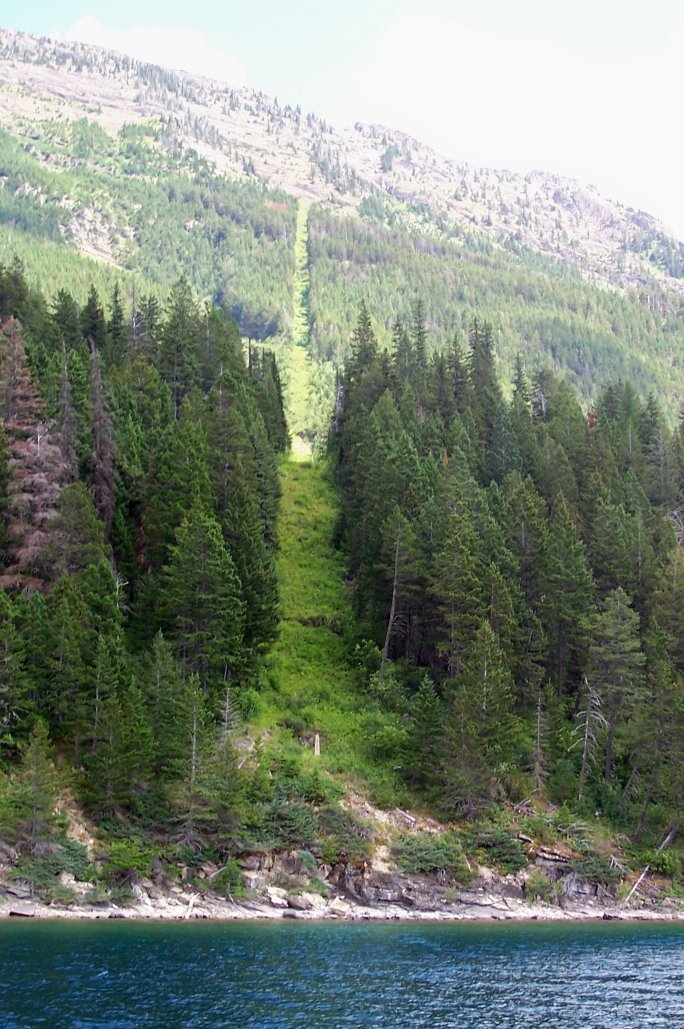
앨버타주와 몬태나주의 경계

미국-캐나다 국경은 세계에서 '제일 긴 비방위 국경'(longest undefended border)이기도 하다. 이 비방위 국경은 철조망이나 벽 등의 장애물을 두지 않고, 방위 초소도 따로 없다. 국경을 구분하는 방법으로 양쪽 경계에 드문드문하게 세워진 돌기둥을 기준으로 보이지 않는 선을 경계로 삼고 있다. 산악 지형의 경우 돌기둥 대신 경계선 양쪽으로 각각 3 m 구간내에 삼림들을 제거하여 국경을 구분한다.
국경 감시는 몇몇 곳에 설치된 CCTV와 가끔씩 순찰을 다니는 국경수비대 차량 만으로 감시하고 있다. 미국-멕시코 국경이 불법체류와 마약밀매가 극심해서 국경에 철제 장벽이 설치되고 미국 세관-국경 경비대(en:U.S. Customs and Border Protection)에 의해 철저히 감시되는 것과 대조적이다.
그러나 실제로 국경을 그냥 넘는 것은 불법에 해당되며, 합법적으로 국경을 통과하려면 국경 곳곳에 위치한 국경 통과소에서 출입국 심사를 받아야한다.
일부 도주범들이나 불법 이민자들이 불법으로 국경을 넘는 경우가 점점 늘어나면서 미국 당국에서 철조망과 장벽을 설치하자는 의견이 나오기도 한다.

## 국경 길이
|      |                |                      |      |                    |                     |  |
| 순위 | 미국의 주      | 캐나다와의 국경 길이 | 순위 | 캐나다의 주        | 미국과의 국경 길이  |  |
| 1    | 알래스카주     | 2,475 km (1,538 mi)  | 1    | 온타리오주         | 2,760 km (1,715 mi) |  |
| 2    | 미시간주       | 1,160 km (721 mi)    | 2    | 브리티시컬럼비아주 | 2,168 km (1,347 mi) |  |
| 3    | 메인주         | 983 km (611 mi)      | 3    | 유콘 준주          | 1,210 km (752 mi)   |  |
| 4    | 미네소타주     | 880 km (547 mi)      | 4    | 퀘벡주             | 813 km (505 mi)     |  |
| 5    | 몬태나주       | 877 km (545 mi)      | 5    | 서스캐처원주       | 632 km (393 mi)     |  |
| 6    | 뉴욕주         | 716 km (445 mi)      | 6    | 뉴브런즈윅주       | 513 km (318 mi)     |  |
| 7    | 워싱턴주       | 687 km (427 mi)      | 7    | 매니토바주         | 497 km (309 mi)     |  |
| 8    | 노스다코타주   | 499 km (310 mi)      | 8    | 앨버타주           | 298 km (185 mi)     |  |
| 9    | 오하이오주     | 235 km (146 mi)      |      |                    |                     |  |
| 10   | 버몬트주       | 145 km (90 mi)       |      |                    |                     |  |
| 11   | 뉴햄프셔주     | 93 km (58 mi)        |      |                    |                     |  |
| 12   | 아이다호주     | 72 km (45 mi)        |      |                    |                     |  |
| 13   | 펜실베이니아주 | 68 km (42 mi)        |      |                    |                     |  |

## 같이 보기
- 멕시코-미국 국경